# Teresa Edwards
Teresa Edwards, född den 19 juli 1964 i Cairo, Georgia, är en amerikansk basketspelare som tog OS-guld 2000 i Sydney. Detta var USA:s andra OS-guld i dambasket i rad. Edwards var även med och tog OS-guld 1996 i Atlanta, OS-brons 1992 i Barcelona, OS-guld 1988 i Seoul och tog OS-guld 1984 i Los Angeles. Med fem OS-medaljer är hon den basketspelare som tagit flest, en medalj mer än sovjetiska Gennadi Volnov. Edwards blev utsedd till 1900-talets 22:a bästa kvinnliga idrottare av tidningen Sports Illustrated.